# Округ Махонинг (Охајо)
Махонинг (енгл. Mahoning County) је округ у америчкој савезној држави Охајо.

## Демографија
По попису из 2010. године број становника је 238.823, што је 18.732 (-7,3%) становника мање него 2000. године.
| Група             | 2000.           | 2010.           |
| Белци             | 204.969 (79,6%) | 185.230 (77,6%) |
| Афроамериканци    | 40.884 (15,9%)  | 37.433 (15,7%)  |
| Азијати           | 1.220 (0,5%)    | 1.682 (0,7%)    |
| Хиспаноамериканци | 7.640 (3,0%)    | 11.136 (4,7%)   |
| Укупно            | 257.555         | 238.823         |